# Paul de Manerville
Le comte Paul de Manerville est un personnage de La Comédie humaine d'Honoré de Balzac.
Né autour de l'année 1797, Paul est le fils unique d'un père tyrannique, le comte de Manerville, et le petit-neveu de la baronne de Maulincour. Il fait ses études au collège de Vendôme où il « reçoit une éducation d'un autre siècle ».

Il en sort en 1810 et il vient habiter Bordeaux où il est victime de l'avarice et la tyrannie de son père qui meurt en 1813. 

« […] Paul n'osa lutter contre son père, et perdit cette faculté de résistance qui engendre le courage moral. Ses sentiments comprimés allèrent au fond de son cœur, où il les garda longtemps sans les exprimer ; puis plus tard, quand il les sentit en désaccord avec les maximes du monde, il put bien penser et mal agir. »

Après la mort de son père, Paul passe plusieurs années en tant que diplomate dans des grandes villes européennes. Il devient un « homme élégant », ce qui vaut sur l'échelle balzacienne moins qu'un « homme à la mode », et il est surnommé « la fleur des pois », par une vieille marquise de Bordeaux.
À Paris, dans La Fille aux yeux d'or, il fait partie de la société des jeunes gens élégants, et se croit ami de Félix de Vandenesse et d'Henri de Marsay, sans s'apercevoir qu'il n'est pas pris au sérieux par eux. En vérité, il est plutôt un niais. Il fait partie des insolents qui, au début de Splendeurs et misères des courtisanes, toisent Lucien de Rubempré à l'Opéra.
Dans Le Contrat de mariage, il retourne à Bordeaux  et épouse, contre l'avis de son ami Henri de Marsay, la belle Natalie Évangélista qui convoite sa fortune. Et elle l'obtiendra malgré le contrat de mariage mis au point par le vieux notaire, maître Mathias.
Le contrat institue pour Paul un majorat qui permet au jeune comte de jouir de ses revenus sans entamer le capital. Mais madame Évangélista, en accord avec sa fille, fait rajouter une clause : si Paul n'a pas d'héritier, sa fortune reviendra à sa femme. Pour ne pas avoir d'enfants, Natalie se refuse à son mari. Madame Évangélista a d'ailleurs supplié son gendre de ne pas toucher à sa fille la veille de leur nuit de noces : « À travers ses larmes et ses paroles en apparence folle, elle obtint de Paul de ces concessions que font tous les maris. Le lendemain, elle mit les mariés en voiture, et les accompagna jusqu'au-delà du bac on l'on passe la Gironde. Par un mot, Natalie avait appris à madame Évangélista que si Paul avait gagné la partie au jeu du contrat, sa revanche à elle commençait. Natalie avait déjà obtenu de son mari la plus parfaite obéissance. »
Le couple vit rue de la Pépinière à Paris, mais le train luxueux de Natalie épuise les ressources financières de Paul. Après cinq ans de mariage, il est ruiné et ne voit pas d'autre solution que de s'embarquer pour Calcutta avec l'objectif d'y trouver une nouvelle fortune.